# Лунарди, Пьетро
Пьетро Лунарди (итал. Pietro Lunardi; род. 19 июля 1939, Парма) — итальянский инженер и политик, министр инфраструктуры и транспорта (2001—2006).

## Биография
Родился 19 июля 1939 года в Парме, получил высшее инженерное образование по специальности гражданское строительство. Преподавал геотехнику подземных работ на инженерном факультете Пармского университета. Занимал должность президента компании Gallerie, начинал карьеру в компании Cogefar в которой занимался проектированием и реализацией важных работ в Италии и в других странах. В 1980 году основал собственную инженерную компанию Rocksoil. Периодически выступал в качестве советника правительства по вопросам сохранения инфраструктурных объектов, состоял в Комиссии по ликвидации последствий наводнения в Вальтеллине, в Комиссии по оптимизации рисков гражданской обороны. Являлся консультантом Высшего совета общественных работ, состоял в комиссии по оценке ущерба от пожара в Монбланском тоннеле 1999 года. В 2001 году был назначен министром инфраструктуры и транспорта второго правительства Берлускони, участвовал в разработке фундаментального законопроекта об инвестициях в инфраструктуру, получившем известность как «Закон о больших работах». В 2006 году при поддержке партии «Вперёд, Италия» избран в Сенат от Эмилии-Романьи.
С 23 апреля 2005 по 17 мая 2006 года оставался министром без портфеля по делам инфраструктуры и транспорта в третьем правительстве Берлускони.
В 2008 году избран в Палату депутатов Италии XVI созыва от 11-го округа Эмилии-Романьи в качестве кандидата от Народа свободы.
Привлекался к расследованию по подозрению в коррупции, но в 2013 году дело было отправлено в архив.